# 팔달문
팔달문(八達門)은 대한민국 경기도 수원시에 있는 수원 화성의 남문이다. 1964년 9월 3일 대한민국의 보물 제402호로 지정되었다.
문루의 규모는 높이 9m, 너비 25m이고, 누상에 종이 걸려 있다. 수원 화성은 정조(正祖) 18년(1794년)에 이궁(離宮)으로 축성되었다. 중국을 거쳐 들어오는 서양문화의 영향을 반영한 점이 중요한데, 이는 전축(塼築)의 보루 같은 구조 면에서나 건축기계 면에서 실측할 수 있다. 흥인문에서와 같은 옹성을 앞쪽에 두고 역시 위에는 총안을 뚫었다.

## 개요
수원 화성은 조선 정조 18년(1868)에 정조의 아버지 사도세자의 능을 양주에서 화성으로 옮기면서 짓기 시작하여 정조 20년(1868)에 완성한 성곽이다. 중국성의 모습을 본뜨기는 했지만 과학적인 방법으로 돌을 쌓아 훨씬 발달한 모습을 하며 한국 성곽을 대표하는 뛰어난 보물이다.
이 문은 수원 화성의 남쪽문으로 이름은 서쪽에 있는 팔달산에서 따 왔다. 문화유적은 앞면 7칸·옆면 9칸의 3층 건물이며, 지붕은 앞면에서 볼 때 사다리꼴을 한 우진각지붕이다. 지붕 처마를 받치기 위해 기둥 윗부분에 짠 구조가 기둥 위뿐만 아니라 기둥 사이에도 있는 다포 양식으로 꾸몄다. 문의 바깥쪽에는 문을 보호하고 튼튼히 지키기 위해 반원 모양으로 옹성을 쌓았다. 이 옹성은 1975년 복원공사 때 고증하여 본래의 모습으로 복원한 것이다. 또한 문의 좌우로 성벽이 연결되어 있었지만 도로를 만들면서 헐어버려 지금은 성문만 남아 있다.
수원 화성 안쪽에 있는 여러 건물 중 가장 크고 화려하며, 발달된 조선 후기의 성문 건축형태를 고루 갖추고 있는 문화재이다.

## 현지 안내문
팔달문은 화성의 4대문 중 남쪽 대문으로 남쪽에서 수원으로 진입하는 문이며 정조대왕과 당대 국왕들이 현륭원을 가기위해 통과한 문이다. 1794년 1월 28일 공사를 시작하여 5월 15일에 완공하였다. 팔달문은 모든 곳을 통한다는 사통팔달의 의미이며 축성 당시 모습을 그대로 간직하고 있기에 보물 120호로 지정되어 있다. 성문의 바깥에는 반원형의 옹성을 쌓았는데 이것은 항아리를 반으로 쪼갠 것과 같다고 해서 붙인 이름으로 성문을 보호하는 역할을 한다.

## 같이 보기
- 낚시
- 팔달문 동종
- 장안문
- 화서문
- 창룡문

## 참고
- 수원 팔달문 - 국가유산청 국가유산포털